# Ariel (astronomia)
Ariel o Ariele è la più luminosa e la quarta in ordine di grandezza delle 27 lune conosciute di Urano. Ariel orbita e ruota nel piano equatoriale di Urano, che è quasi perpendicolare all'orbita di Urano, e ha quindi un ciclo di stagioni estreme.
Fu scoperto nel mese di ottobre 1851 da William Lassell, e prese il nome da un personaggio di due distinte opere letterarie. Gran parte della conoscenza dettagliata di Ariel deriva da un unico sorvolo di Urano effettuato dalla sonda Voyager 2 nel 1986, che è riuscita a riprendere l'immagine di circa il 35% della superficie della luna. Non ci sono per il momento piani per tornare a studiare la luna in modo più dettagliato, anche se vari progetti, come Urano orbiter and probe, vengono proposti di volta in volta.
Dopo Miranda, Ariel è il secondo più piccolo dei cinque maggiori satelliti sferici di Urano, e il secondo più vicino al pianeta. Tra le più piccole delle 19 lune sferiche conosciute del sistema solare (è la 14ª per diametro), si ritiene che sia composto di ghiaccio e materiale roccioso più o meno in parti uguali. Come tutte le lune di Urano, Ariel si formò probabilmente da un disco di accrescimento che circondava il pianeta poco dopo la sua formazione e, come altre lune di grandi dimensioni, è verosimilmente differenziato, con un nucleo interno di roccia circondato da un mantello di ghiaccio. Ariel ha una superficie complessa composta da un ampio terreno craterizzato attraversato da un sistema di scarpate di faglia, canyon e creste. La superficie mostra segni di attività geologica più recente rispetto ad altre lune di Urano, molto probabilmente a causa delle forze di marea.

## Scoperta
È stato scoperto il 24 ottobre 1851 da William Lassell (insieme a Umbriel),.
Anche se William Herschel, che scoprì le due lune più grandi di Urano Titania e Oberon nel 1787, sostenne di aver osservato quattro altre lune, le sue affermazioni non sono mai state confermate.
Tutti i satelliti di Urano prendono il nome da personaggi di opere di William Shakespeare o da Il ricciolo rapito di Alexander Pope. I nomi di tutti e quattro i satelliti di Urano allora conosciuti furono suggeriti da John Herschel nel 1852 su richiesta di Lassell. Ariel, designato anche come Urano I, prende il nome dalla silfide principale ne Il ricciolo rapito. È anche il nome dello spirito che serve Prospero ne La Tempesta di Shakespeare.

## Orbita
Tra le cinque maggiori lune di Urano, Ariel è la seconda più vicina al pianeta, orbitando alla distanza di circa 190.000 km. La sua orbita è poco eccentrica ed è inclinata molto poco rispetto all'equatore di Urano. Il suo periodo orbitale è di circa 2,5 giorni terrestri, coincidente con il suo periodo di rotazione. Ciò significa che una faccia della luna è sempre rivolta verso il pianeta, una condizione nota come rotazione sincrona. L'orbita di Ariel si trova completamente all'interno della magnetosfera di Urano. L'emisfero di coda (quello che si trova dalla parte opposta rispetto alla direzione dell'orbita) di satelliti senza atmosfera che orbitano all'interno di una magnetosfera (come Ariel) viene colpito da plasma magnetosferico co-rotante con il pianeta. Questo bombardamento può portare all'oscuramento dell'emisfero di coda riscontrato per tutte le lune di Urano ad eccezione di Oberon (vedi sotto). Inoltre Ariel cattura le particelle cariche della magnetosfera, producendo una netta flessione nel conteggio di particelle energetiche vicino all'orbita della luna osservata da Voyager 2 nel 1986.
Poiché Ariel, come Urano, orbita intorno al Sole quasi sul proprio fianco rispetto alla sua rotazione, i suoi emisferi settentrionale e meridionale sono rivolti verso il Sole o dalla parte opposta ai solstizi. Questo significa che è soggetto ad un ciclo di stagioni estreme; proprio come i poli della Terra vedono la notte permanente o la luce del giorno intorno ai solstizi, allo stesso modo i poli di Ariel vedono la notte permanente o la luce del giorno per mezzo anno di Urano (42 anni terrestri), con il Sole che passa vicino allo zenit sopra ad uno dei poli ad ogni solstizio. Il flyby di Voyager 2 coincise con il solstizio d'estate del 1986 dell'emisfero meridionale, quando quasi tutto l'emisfero nord non era illuminato. Una volta ogni 42 anni, quando Urano ha un equinozio e il suo piano equatoriale interseca la Terra, diventano possibili mutue occultazioni dei satelliti di Urano. Alcuni di questi eventi si sono verificati nel 2007-2008, tra cui un'occultazione di Ariel da parte di Umbriel il 19 agosto 2007.
Al 1990, Ariel non si trova in alcuna risonanza orbitale con altri satelliti di Urano. In passato, tuttavia, potrebbe essere stato in risonanza 5:3 con Miranda, che quindi potrebbe essere stata in parte responsabile del suo riscaldamento (anche se il riscaldamento massimo attribuibile a una precedente risonanza 1:3 di Umbriel con Miranda doveva essere probabilmente circa tre volte maggiore). Ariel potrebbe essere stato un tempo legato in risonanza 4:1 con Titania, dalla quale si è poi affrancato. Fughe da una risonanza di moto medio sono molto più facili per le lune di Urano piuttosto che per quelle di Giove o di Saturno, a causa del minor grado di schiacciamento di Urano. Questa risonanza, che probabilmente si è verificata circa 3,8 miliardi di anni fa, avrebbe incrementato l'eccentricità orbitale di Ariel, con conseguente attrito mareale a causa delle forze di marea di Urano. Ciò potrebbe aver provocato il riscaldamento delle parti interne della luna di 20 K.

## Composizione e struttura interna
Ariel è la quarta più grande delle lune di Urano, e potrebbe avere la terza massa più grande. La densità è di 1,66 g/cm³, il che significa che si compone circa di parti uguali di acqua ghiacciata e di un componente denso non di ghiaccio. Quest'ultimo potrebbe consistere in rocce e materiale carbonioso comprendente composti organici pesanti noti come toline. La presenza di ghiaccio d'acqua è avvalorata da osservazioni spettroscopiche agli infrarossi che hanno rivelato ghiaccio d'acqua cristallina sulla superficie della luna. Le righe di assorbimento del ghiaccio d'acqua sono più forti nell'emisfero di testa che in quello di coda. La causa di questa asimmetria non è nota, ma potrebbe essere correlata al bombardamento da parte di particelle cariche provenienti dalla magnetosfera di Urano, che è più forte sull'emisfero di coda (a causa della co-rotazione del plasma). Le particelle energetiche tendono a polverizzare il ghiaccio d'acqua, decompongono il metano intrappolato nel ghiaccio come clatrato idrato ed oscurano altre sostanze organiche, lasciando dietro un residuo oscuro ricco di carbonio.
A parte l'acqua, l'unico altro composto identificato sulla superficie di Ariel dalla spettroscopia infrarossa è il biossido di carbonio (CO2), che si concentra soprattutto nell'emisfero di coda. Tra i satelliti di Urano, Ariel mostra la maggiore evidenza spettroscopica del CO2, ed è stato il primo su cui è stato scoperto questo composto. L'origine del biossido di carbonio non è del tutto chiara. Potrebbe essere prodotto localmente da carbonati o materiali organici sotto l'influenza delle particelle energetiche cariche provenienti dalla magnetosfera di Urano o dalla radiazione solare ultravioletta. Questa ipotesi spiegherebbe l'asimmetria nella sua distribuzione, dato che l'emisfero di coda è soggetto a una più intensa influenza magnetosferica rispetto a quello di testa. Un'altra fonte possibile è il degassamento di CO2 primordiale intrappolato dal ghiaccio d'acqua all'interno di Ariel. La fuoriuscita di CO2 dall'interno può essere correlata alla passata attività geologica su questa luna.
Data la sua dimensione, la composizione di roccia/ghiaccio e la possibile presenza di sale o ammoniaca in soluzione per abbassare il punto di congelamento dell'acqua, l'interno di Ariel può essere differenziato in un nucleo roccioso circondato da un mantello ghiacciato. Se questo è il caso, il raggio del nucleo (372 km) è circa il 64% del raggio della luna, e la sua massa è circa il 56% della massa della luna; i parametri sono dettati dalla composizione della luna. La pressione nel centro di Ariel è di circa 0,3 GPa (3,0 kbar). Lo stato del mantello ghiacciato non è chiaro, l'esistenza di un oceano sotterraneo era stata ritenuta improbabile da uno studio del 2006, tuttavia nel 2023 la NASA ha annunciato che un gruppo di ricerca ha rianalizzato i dati della Voyager 2 e li ha messi a confronto con quelli di missioni successive attorno ad altri giganti gassosi, come la sonda Galileo, la New Horizons e la Cassini, giungendo alla conclusione che ci sono buone possibilità che Ariel e le altre tre maggiori lune di Urano ospitino un oceano di acqua liquida sotto la superficie.

## Superficie

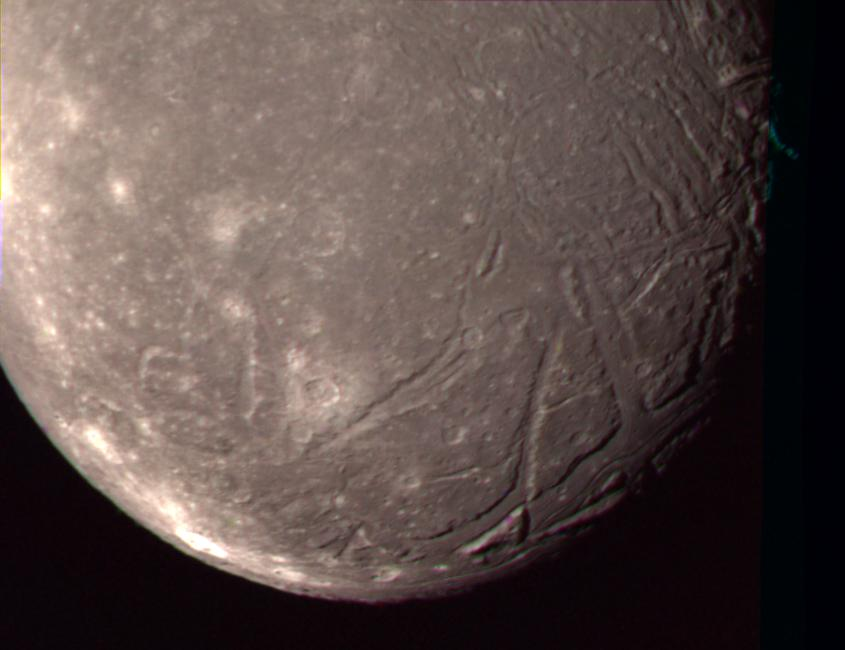
L'immagine a colori di Ariel con la più alta risoluzione ripresa da Voyager 2. Canyon ricoperti di pianure levigate sono visibili in basso a destra. Il cratere luminoso Laica è in basso a sinistra.

### Albedo e colore
Ariel è il più luminoso dei satelliti di Urano. La sua superficie mostra un effetto di opposizione: la riflettività diminuisce dal 53% ad un angolo di fase di 0° (albedo geometrica) al 35% con un angolo di circa 1°. L'albedo di Bond di Ariel è di circa il 23%, la più alta tra i satelliti di Urano. La superficie di Ariel è generalmente di colore neutro. Ci può essere una asimmetria tra l'emisfero di testa e quello di coda; il secondo sembra essere più rosso del primo del 2%. La superficie di Ariel generalmente non mostra alcuna correlazione tra albedo e geologia da un lato e colore dall'altro. Ad esempio, i canyon hanno lo stesso colore del terreno craterizzato. Tuttavia, i depositi chiari da impatto attorno ad alcuni crateri recenti sono di colore leggermente più blu. Ci sono anche alcuni punti leggermente blu, che non corrispondono ad alcuna caratteristica nota della superficie.

### Caratteristiche della superficie
La superficie di Ariel mostra all'osservazione tre tipi di terre: di crateri, di rilievi e di pianure. Le principali strutture geologiche sono i crateri da impatto, i canyon, le scarpate di faglia, le creste e le depressioni.

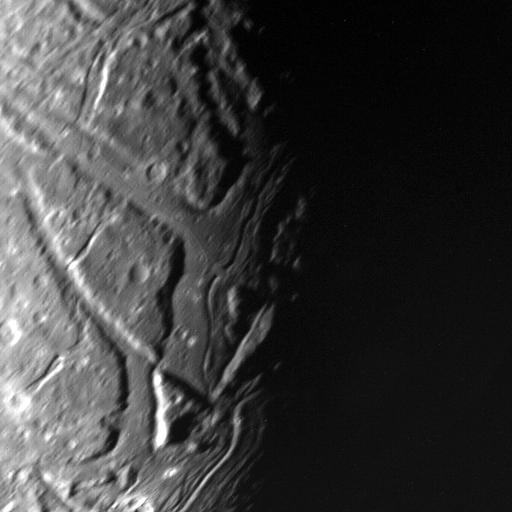
Graben (Fosse tettoniche) vicino al terminatore di Ariel. Il fondo è ricoperto di materiale liscio, probabilmente estruso dal sottosuolo attraverso il criovulcanismo. Parecchi di essi sono tagliati da solchi sinuosi, ad esempio Sprite e Leprechaun Valles, sopra e sotto l'horst triangolare in basso.

La terra di crateri, una superficie ondulata ricoperta di numerosi crateri da impatto che circonda il polo sud di Ariel, è la più antica e più estesa unità geologica. È attraversata da una rete di scarpate di faglia, di canyon (graben) e di creste scoscese soprattutto alle medie latitudini dell'emisfero meridionale. I canyon, conosciuti anche come chasmata, rappresentano probabilmente graben formatisi attraverso processi tettonici, derivanti da sollecitazioni provocate dal congelamento di acqua (o di ammoniaca acquosa) all'interno della luna. Sono larghi 15–50 km e si estendono in direzione est o nord-est. Il fondo di parecchi canyon è convesso e si eleva di 1–2 km. A volte il fondo è separato dalle pareti del canyon da scanalature di circa 1 km di larghezza. I graben più ampi hanno delle scanalature (chiamate valles) che scorrono lungo le creste dei loro fondi convessi. Il canyon più lungo è il Chasma Kachina, di oltre 620 km (si estende fino nell'emisfero di Ariel che Voyager 2 non ha visto illuminato).
La seconda tipologia di terra, quella di rilievi, consiste in strisce di creste e di avvallamenti che si estendono per centinaia di chilometri. I rilievi delimitano la terra di crateri e la tagliano in poligoni. All'interno di ogni striscia (larga fino a 25–70 km), ci sono singole creste e avvallamenti lunghi fino a 200 km di e distanti tra loro da 10 a 35 km. Queste strisce sono spesso continuazioni di canyon, suggerendo che potrebbero essere una forma modificata di graben oppure il risultato di una reazione diversa della crosta alle stesse sollecitazioni, ad esempio la frattura fragile.

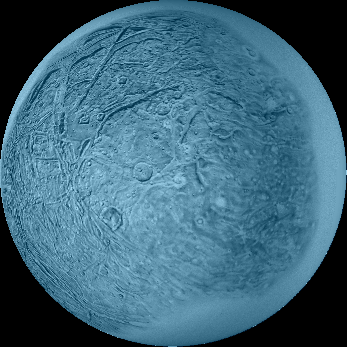
Mappa di Ariel in falso colore. Il prominente cratere non circolare (sotto e a sinistra del centro) è Yangoor. Parte di esso è stato cancellato durante la formazione delle terre di rilievi attraverso processi tettonici.

Le terre più recenti osservate su Ariel sono le pianure: zone relativamente basse e lisce che devono essersi formate in un lungo periodo di tempo, a giudicare dalla diversità dei loro crateri. Le pianure si trovano sul fondo di canyon e, in qualche depressione irregolare, nel mezzo di terreno craterizzato. In quest'ultimo caso sono separati dal terreno craterizzato da confini netti, che in alcuni casi si presentano in forma lobata. L'origine più probabile delle pianure è attraverso processi vulcanici; la geometria lineare delle loro bocche, le fanno assomigliare ai vulcani terrestri a scudo, e i margini topografici distinti indicano che il liquido eruttato era molto viscoso, forse una soluzione acqua-ammoniaca super-raffreddata, oppure si tratta di vulcanismo di ghiaccio solido. Lo spessore di questi ipotetici flussi di criolava è stimato nell'ordine di 1–3 km. I canyon devono quindi essersi formati in un tempo in cui la ripavimentazione endogena della superficie era ancora in corso su Ariel.
Ariel sembra essere uniformemente craterizzato rispetto ad altre lune di Urano; la relativa scarsità di crateri estesi indica che la sua superficie non risale alla formazione del Sistema Solare: ciò significa che Ariel, ad un certo punto della sua storia, deve essere stato completamente “riasfaltato”. Si pensa che la passata attività geologica di Ariel sia stata influenzata dalle forze di marea in un momento in cui la sua orbita era più eccentrica rispetto a quella misurata per la prima volta. Il cratere più esteso su Ariel, Yangoor, è largo solo 78 km, e mostra i segni di una deformazione successiva. Tutti i grandi crateri di Ariel hanno fondi appiattiti e picchi centrali, e alcuni sono circondati da depositi luminosi di materiale espulso. Molti crateri sono poligonali, il che indica che il loro aspetto è stato influenzato dalla preesistente struttura crostale. Nelle pianure craterizzate ci sono alcune macchie chiare di grandi dimensioni (circa 100 km di diametro), che potrebbero essere crateri da impatto degradati. Se questo è il caso, sarebbero simili ai palinsesti su Ganimede, una luna di Giove. Si pensa che una depressione circolare di 245 km di diametro situata a 10°S 30°E sia una struttura da impatto estremamente degradata.

## Origine ed evoluzione
Si ritiene che Ariel sia stato formato da un disco di accrescimento o nebulosa secondaria: un disco di gas e polvere esistente attorno a Urano per qualche tempo dopo la sua formazione o creato dal gigantesco impatto che molto probabilmente ha dato al pianeta la sua notevole inclinazione. La composizione precisa della nebulosa secondaria non è nota; tuttavia, la maggiore densità delle lune di Urano rispetto alle quelle di Saturno indica che potrebbe essere stata relativamente povera d'acqua. Significative quantità di carbonio e di azoto potrebbero essere state presenti sotto forma di monossido di carbonio (CO) e azoto molecolare (N2) al posto di metano e ammoniaca. Le lune formatesi in questa nebulosa conterrebbero meno ghiaccio d'acqua (con CO e N2 intrappolati come clatrato) e più roccia, spiegando così la densità più elevata.
Il processo di accrescimento durò probabilmente per diverse migliaia di anni prima che la luna fosse completamente formata. I modelli suggeriscono che gli impatti che accompagnarono l'accrescimento causarono il riscaldamento dello strato esterno di Ariel, raggiungendo una temperatura massima di circa 195 K ad una profondità di circa 31 km. Dopo la fine della formazione, lo strato di sottosuolo si raffreddò, mentre l'interno di Ariel si riscaldò a causa del decadimento di elementi radioattivi presenti nelle sue rocce. Lo strato raffreddato prossimo alla superficie si contrasse, mentre l'interno si espanse. Ciò causò forti tensioni interne nella crosta lunare raggiungendo 30 MPa, cosa che potrebbe aver portato a fessurazioni. Alcune scarpate di faglia e canyon odierni potrebbero essere un risultato di questo processo, che durò per 200 milioni di anni.
Il riscaldamento iniziale dovuto all'accrescimento insieme con il continuo decadimento di elementi radioattivi e il probabile attrito mareale potrebbero aver portato alla fusione del ghiaccio se un antigelo come l'ammoniaca (sotto forma di idrato) o del sale fosse stato presente. La fusione potrebbe aver portato alla separazione del ghiaccio dalle rocce e alla formazione di un nucleo roccioso circondato da un mantello ghiacciato. Uno strato di acqua liquida (oceano) ricco di ammoniaca disciolta potrebbe essersi formato ai confini tra il nucleo e il mantello. La temperatura eutettica di questa miscela è di 176 K. L'oceano, tuttavia, è probabile che si sia congelato da molto tempo. Il congelamento dell'acqua ha probabilmente portato all'espansione dell'interno, cosa che potrebbe aver causato la formazione dei canyon e l'obliterazione della superficie antica. Dall'oceano, i liquidi potrebbero essere stati in grado di eruttare in superficie, inondando il fondo dei canyon in un processo noto come criovulcanismo.
La modellazione termica di Dione, una luna di Saturno, simile ad Ariel per dimensioni, densità e temperatura della superficie, indica che la convezione di stato solido sarebbe potuta durare all'interno di Ariel per miliardi di anni, e che temperature superiori a 173 K (il punto di fusione dell'ammoniaca acquosa) potrebbero essere persistite in prossimità della sua superficie per diverse centinaia di milioni di anni dopo la formazione, e all'incirca un miliardo di anni nelle zone più vicine al nucleo.

## L'osservazione e l'esplorazione

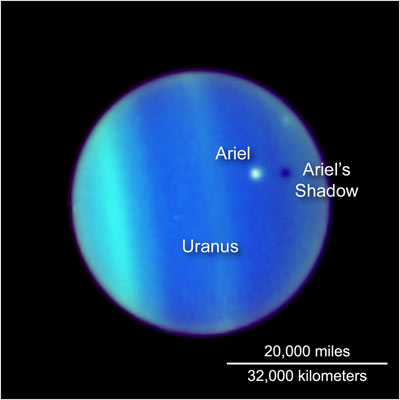
Immagine di Ariel, con la sua ombra, in transito davanti a Urano ripresa da HST

La magnitudine apparente di Ariel è di 14,4; simile a quella di Plutone nei pressi del perielio. Tuttavia, mentre Plutone può essere visto attraverso un telescopio di 30 cm di apertura, Ariel, a causa della vicinanza al bagliore di Urano, spesso non è visibile a telescopi con apertura di 40 cm.
Le uniche immagini ravvicinate di Ariel sono state ottenute dalla sonda Voyager 2, che fotografò la luna nel corso del suo flyby di Urano nel gennaio 1986. Il massimo avvicinamento di Voyager 2 di Ariel fu di 127000 km, significativamente inferiore rispetto alla distanza della sonda da tutte le altre lune di Urano ad eccezione di Miranda. Le migliori immagini di Ariel hanno una risoluzione spaziale di circa 2 km. Esse coprono circa il 40% della superficie, ma solo il 35% è stato fotografato con la qualità richiesta per la mappatura geologica e il conteggio dei crateri. Al momento del flyby l'emisfero meridionale di Ariel (come quello delle altre lune) era rivolto verso il Sole, così che l'emisfero settentrionale (buio) non poté essere studiato. Nessun altro veicolo spaziale ha mai visitato il sistema di Urano, e nessuna missione è prevista verso Urano e le sue lune. La possibilità di inviare la sonda Cassini verso Urano è stata valutata in fase di pianificazione per una possibile estensione della missione. Ci sarebbero voluti una ventina d'anni per arrivare al sistema di Urano dopo essere partiti da Saturno. Informazioni approfondite in lingua inglese su studi di missioni nel sistema solare sono pubblicati sulle documentazioni di Planetary Science Decadal Survey.

## Transiti
Il 26 luglio 2006, il Telescopio spaziale Hubble catturò un raro transito compiuto da Ariel davanti a Urano, che gettò un'ombra che poteva essere vista nella parte superiore della nube di Urano. Tali eventi sono rari e si verificano solo intorno agli equinozi, quando il piano orbitale della luna attorno a Urano è inclinato di 98° rispetto al piano orbitale di Urano attorno al Sole. Un altro transito venne registrato nel 2008 dall'Osservatorio europeo australe.